# هيرمان فيهلينج
هيرمان فون فيهلينج Hermann von Fehling (9 يونيو 1812 - 1 يوليو 1885) كان كيميائي ألماني، اشتهر بأنه مطور محلول فهلينج المستخدم لتقدير السكر. كان مهتمًا في المقام الأول بالكيمياء التقنية (المياه المعدنية، وملح المناجم، وصناعة الخبز، ومواد الدباغة) والصحة العامة. بالنسبة للكيمياء التحليلية، قام بتطوير حل فهلنغ ، والذي يستخدم بشكل عام للكشف عن مجموعات الألدهيد (خاصة في الكربوهيدرات) ، مما جعل من الممكن تحديد محتوى السكر في السائل (التحديد الكمي للسكر في البول، 1848) وخصص القليلة التالية سنوات لتحسينه عينة السكر. 

## حياته
ولد هيرمان فون فيهلينغ في مدينة لوبيك. دخل جامعة هايدلبرغ بهدف دراسة الصيدلة حوالي عام 1835. بعد التخرج ذهب إلى غيسن كمساعد للكيميائي يوستوس فون ليبيغ، الذي عمله معه تكوين البارالدهيد والميتالديهيد. في عام 1839، بناءً على توصية ليبج، تم تعيينه رئيس قسم الكيمياء في كلية البوليتيكنيك في شتوتغارت، وهو المنصب الذي شغله لأكثر من 45 عام. توفي في شتوتغارت عام 1885 
تضمنت أعماله دراسة حمض السكسينيك، وتحضير سيانيد الفينيل (المعروف علميا البنزونيتريل )، وهو أبسط نيتريل في السلسلة العطرية. في وقت لاحق، كان عمله الأساسي بمسائل التكنولوجيا والصحة العامة بدلا من الكيمياء البحتة. 

محلولو فهلنج

ومن بين الطرق التحليلية التي ابتكرها أشهرها طريقة تقدير السكريات. يُعرف بمحلول فهلنغ وهو عبارة عن محلول من كبريتات النحاس الممزوجة بالقلويات وطرطرات الصوديوم والبوتاسيوم (ملح روشيل).
كان مساهمًا في Handwörterbuch of Liebig، وفريدرش فولر، و Johann Christian Poggendorff، وفي كتاب غراهام اوتو للكيمياء. لسنوات عديدة كان عضوا في لجنة مراجعة. 
بعد تأسيس الإمبراطورية في عام 1871، كان فيهلينج مندوبًا عن فورتمبيرغ في العديد من اللجان الصحية والصيدلانية والفنية، بما في ذلك لجنة مراجعة دستور الأدوية الألماني (1880). وكان أيضًا عضوًا في لجنة التحكيم في جميع المعارض العالمية من عام 1846 إلى عام 1873. ومنذ عام 1859 كان عضوًا مناظرًا في الأكاديمية البافارية للعلوم.

## المنشورات
ظهرت منشورات فهلينج العلمية في الغالب في حوليات الكيمياء ليبيغ . قام أيضًا بتطوير عدة أقسام في كتاب الكيمياء العضوية لهيرمان كولبه ، بما في ذلك تلك المتعلقة بالسكريات والغلوكوزيدات والأصباغ والزيوت الأساسية والبروتينات، ومنذ عام 1896 قام بتحرير طبعة 1871 من قاموس الكيمياء الجديد الموجز (نُشر في 1874-1930)، وهو مرجع مرجعي. العمل الذي لخص المعرفة الكيميائية بأكملها في ذلك الوقت.
تحتوي مكتبة جامعة شتوتغارت على مخطوطتين لمحاضرات فيهلينج (الكيمياء غير العضوية، الفصل الشتوي 1865/66 والكيمياء العضوية، الفصل الصيفي 1866)؛ هذه متاحة رقميا.

## العائلة
في 20 مايو 1844، تزوج فيهلينج من صوفي كليس Sophie Cleß (* 1822; † 1888)، ابنة اللاهوتي كارل فون كليس، في شتوتغارت . نتج عن الزواج ابنتان وولد الفيزيائي هيرمان فيلينج .